# Stephen Clark
Stephen Edward Clark (* 17. Juni 1943 in Oakland, Kalifornien) ist ein ehemaliger US-amerikanischer Schwimmer und dreifacher Olympiasieger.
1960, als er noch die Los Altos High School besuchte, trat er erstmals an Olympischen Spielen an und schwamm an den Vorläufen für die US-Schwimmstaffeln. Anschließend besuchte er Yale und gewann an den Hochschulmeisterschaften fünf NCAA-Titel. Bei den Olympischen Sommerspielen 1964 in Tokio konnte er mit den Staffeln schließlich drei Goldmedaillen gewinnen. Nach Yale ging Clark an die Harvard Law School und schrieb ein Buch über kompetitives Schwimmen.
Eine von Clarks Stärken waren seine äußerst schnellen Wenden. Er konnte insgesamt neun Weltrekorde aufstellen.
Clark wurde 1966 in die International Swimming Hall of Fame in Fort Lauderdale aufgenommen. 2005 spendete er der Yale University eine seiner Goldmedaillen.